# CAMKMT
CAMKMT (англ. Calmodulin-lysine N-methyltransferase) – білок, який кодується однойменним геном, розташованим у людей на 2-й хромосомі. Довжина поліпептидного ланцюга білка становить 323 амінокислот, а молекулярна маса — 36 128.
| 10         |  | 20         |  | 30         |  | 40         |  | 50         |
| ---------- |  | ---------- |  | ---------- |  | ---------- |  | ---------- |
| MESRVADAGT |  | GETARAAGGS |  | PAVGCTTRGP |  | VVSAPLGAAR |  | WKLLRQVLKQ |
| KHLDDCLRHV |  | SVRRFESFNL |  | FSVTEGKERE |  | TEEEVGAWVQ |  | YTSIFCPEYS |
| ISLRHNSGSL |  | NVEDVLTSFD |  | NTGNVCIWPS |  | EEVLAYYCLK |  | HNNIFRALAV |
| CELGGGMTCL |  | AGLMVAISAD |  | VKEVLLTDGN |  | EKAIRNVQDI |  | ITRNQKAGVF |
| KTQKISSCVL |  | RWDNETDVSQ |  | LEGHFDIVMC |  | ADCLFLDQYR |  | ASLVDAIKRL |
| LQPRGKAMVF |  | APRRGNTLNQ |  | FCNLAEKAGF |  | CIQRHENYDE |  | HISNFHSKLK |
| KENPDIYEEN |  | LHYPLLLILT |  | KHG        |  |            |  |            |

A: Аланін

C: Цистеїн

D: Аспарагінова кислота

E: Глутамінова кислота

F: Фенілаланін

G: Гліцин

H: Гістидин

I: Ізолейцин

K: Лізин

L: Лейцин

M: Метіонін

N: Аспарагін

P: Пролін

Q: Глутамін

R: Аргінін

S: Серин

T: Треонін

V: Валін

W: Триптофан

Кодований геном білок за функціями належить до трансфераз, метилтрансфераз. 
Задіяний у такому біологічному процесі, як альтернативний сплайсинг. 
Білок має сайт для зв'язування з S-аденозил-L-метіоніном. 
Локалізований у цитоплазмі, ядрі, апараті гольджі.